# 左輪手槍 (歌曲)
《左輪手槍》（英語：Revolver）是美國女歌手瑪丹娜在2009年12月發行的單曲，收錄於她在2009年發行的精選輯《娜經典》（英語：Celebration）中，這也是瑪丹娜於華納唱片旗下所推出的最後一首單曲。

## 內容

### 歌曲簡介
〈左輪手槍〉是瑪丹娜和時下當紅的嘻哈樂手小韋恩（Lil Wayne）兩人攜手創作的產品，歌詞脫不開饒舌歌手慣用的大膽性愛字眼，既直接又露骨。但和精選輯另一首新歌〈慶祝〉相比，〈左輪手槍〉實在顯得平淡無奇，聽了幾次仍難找到記憶點，連滾石雜誌（Rolling Stone）都忍不住跳出來質疑，瑪丹娜這首歌是否撞到了小甜甜布蘭妮（Britney Spears）的〈愛情雷達〉（Radar）。

### 商業成績
雖然唱片公司宣佈〈左輪手槍〉正式發行的時間是訂在2009年12月29日，但該單曲的Demo版本已經於五月份在網路影音平台上流傳開來。上一首單曲〈慶祝〉僅獲得美國單曲榜第71名，英國單曲榜第3名的成績，結果〈左輪手槍〉的成績更遜一籌，進不了美國單曲榜，舞曲榜也僅拿下第4名，甚至連瑪丹娜一向吃的開的英國單曲榜也進不了百大，僅落得令人訝異的第130名。